# 노현
노현(盧縣)은 옛 지명으로 산둥성 지난시 창칭구 서부와 더저우시(德州市) 치허현(齐河县) 서남부 일대에 있었다. 중국 칭하이성(青海省)의 쿤룬산맥(昆仑山脉)에서 발원하여 보하이만(渤海湾)까지 흐르는 황하(黃河)가 이 지역을 지나간다.